# تذکره تابعیت افغانستان
تذکره تابعیت یا کارت ملی افغانستان یک سند رسمی شناسایی در افغانستان است که در داخل افغانستان توسط ریاست ثبت احوال و نفوس وزارت امور داخله و در خارج از کشور توسط نمایندگی‌های سیاسی برای افغانستانی‌ها صادر می‌شود.
تذکره‌های تابعیت در افغانستان از آغاز توزیع در زمان پادشاهی امان‌الله شاه تاکنون تغییراتی دیده و دگرگونی‌های سیاسی باعث تغییر در شکل و محتوای آن بوده‌است.
در زمان پادشاهی محمد ظاهرشاه تذکره‌ها به صورت کتابچه‌ای بوده و بر روی آن «دولت پادشاهی افغانستان» نوشته شده بود.
در دوره ریاست جمهوری محمد داوود خان، عبارت دولت پادشاهی افغانستان حذف و دولت جمهوری افغانستان جایگزین آن گردید.
در دوران حاکمیت رژیم کمونیستی تذکره‌ها به شکل کتابچه‌ای مانده و فقط نامِ روی آن به جمهوری دمکراتیک افغانستان تبدیل شد.
پس از سقوط رژیم طالبان و هم‌زمان با آغاز کار دولت حامد کرزی، تذکره تابعیت از حالت کتابچه‌ای به برگه تغییر شکل داد و اکنون هم به صورت فراگیر به صورت برگه‌ای موجود می‌باشد.

## تعریف قانونی
در قانون ثبت احوال نفوس افغانستان تذکره تابعیت این گونه تعریف شده:
تذکره تابعیت سند رسمی است که به منظور تثبیت هویت ملی تبعه کشور به شکل کارت مطبوع (چاپ شده) مطابق احکام این قانون چاپ و توزیع می‌گردد.

## کارت ملی افغانستان تذکره الکترونیک

تذکرهٔ الکترونیک که توزیع آن آغاز شده‌است

دولت حامد کرزی نخستین بار در سال ۱۳۸۷ اعلام کرد که دولت برنامه‌ای توزیع تذکره‌های الکترونیکی را روی دست دارد. اما بنا به مشکلات فنی و مالی قادر به توزیع این نوع تذکره نشد. در توافقنامه‌ای تشکیل دولت وحدت ملی میان محمداشرف غنی و عبدالله عبدالله بر سر توزیع تذکره تابعیت برقی توافق شد اما پس از توشیح این قانون توسط اشرف غنی، اختلافاتی در محتوای آن در میان سیاستمداران افغانستان به‌وجود آمد.

## اختلافات بر سر محتوای تذکره الکترونیکی
درج کلمه افغان در تذکره تابعیت، تبدیل به مسئله‌ای جنجال‌برانگیز گردید:
اختلاف در مجلس نمایندگان افغانستان بالای درج شدن دو مشخصه‌ای «دین و ملیت» در رویه نخست و اصلی شناسنامه به‌وجود آمد که پس از بگومگوهای بسیار و تشنج، بالاخره توافق گردید که دین ذکر شود اما ملیت حذف شود.
پس از این هم، اعتراض‌های دیگری به‌وجود آمد که خواهان درج قومیت در تذکره تابعیت جدید بود که این اعتراض‌ها بازهم مانع توزیع شناسنامه‌های برقی شد.
بالاخره محمداشرف غنی رئیس‌جمهور افغانستان با درج دین و ملیت و قومیت موافقت کرد و اعلام کرد که به‌زودی فرایند توزیع این شناسنامه‌ها آغاز می‌گردد.
محمداشرف غنی رئیس‌جمهور افغانستان طی مراسمی که در سیزدهم ثور/اردیبهشت ۱۳۹۷ برگزار شد نخستین تذکره تابعیت الکترونیکی را دریافت کرد. 
عبدالله عبدالله در واکنش به صدور نخستین تذکره تابعیت الکترونیکی برای محمد اشرف غنی، آن را آغاز بحران خواند.
هم‌اکنون در تذکره‌های تابعیت علاوه بر مشخصات فردی، دین و قومیت و ملیت افراد نوشته می‌شود
روند توزیع آن برای شهروندان افغان که در بیرون از افغانستان هستند نیز آغاز شده و بیش از یک میلیون تذکره تابعیت صادر شده‌است.
پس از کارزار درج نام مادر، شورای وزیران درج آن را به صورت اختیاری تصویب کرد.

## پیشینه
نخستین تذکره تابعیت در افغانستان، برای شاه امان‌الله در سال ۱۲۹۹ خورشیدی (۱۳۸۸ ه‍.ق) در شهر کابل صادر شد.

## مشخصات تذکره الکترونیکی

### در تذکره‌های برقی این مشخصات درپایگاه داده(دیتابیس) ذخیره می‌گردد:[۶]
- نام
- نام خانوادگی (تخلص)
- نام پدر
- نام خانوادگی (تخلص) پدر
- نام پدرکلان
- نام خانوادگی (تخلص) پدرکلان
- جنسیت (زن، مرد)
- حالت فعلی (زنده، فوت شده)
- حالت مدنی (متأهل، مجرد، بیوه، طلاق‌شده)
- تاریخ تولد (به هجری خورشیدی)
- نام مادر
- زبان مادری
- نام به زبان انگلیسی
- نام خانوادگی به انگلیسی
- محل تولد
- خدمت عسکری
- سواد (بلی، نخیر)
- سطح تحصیل
- سکونت اصلی
- سکونت فعلی
- شماره‌های تماس و نشانی ایمیل
- آشنایی با زبان‌های خارجی
- آشنایی با زبان‌های کشور
- گروه خون
- نوعیت سکونت (ساکن یا کوچی)
- قومیت
- دین
- مذهب
- نوع معلولیت
- شغل یا وظیفه
- تابعیت دوم
- محل رأی دهی
- تفصیل‌های تذکره‌ای فعلی شامل:
- سالِ کتاب (عبارت از همان سال صدور تذکره می‌شود)
- بخش آپلود تذکره کاغذی و عکس شخص
- بخش انگشت نگاری (بایومتریک)

### معلومات ذیل در پشت (رویه اصلی) تذکرهٔ تابعیت به زبان‌های پشتو، فارسی و انگلیسی نوشته و نمایان می‌گردد
1. شماره مسلسل:
2. نام با نام خانوادگی (تخلص)
3. نام پدر
4. نام پدرکلان
5. تاریخ تولد
6. جای تولد
7. سکونت فعلی
8. سکونت اصلی
9. دین
10. قوم
11. ملت
12. جنس/جنسیت
13. تاریخ صدور
14. نمونه امضا[۱]